# اس‌ام یوسی-۴۵
اس‌ام یوسی-۴۵ (به انگلیسی: SM UC-45) یک زیردریایی بود که طول آن ۱۶۲ فوت ۳ اینچ (۴۹٫۴۵ متر) بود. این زیردریایی در سال ۱۹۱۶ ساخته شد.